# Comuna Cherechiu, Bihor
Cherechiu (în maghiară: Kiskereki) este o comună în județul Bihor, Crișana, România, formată din satele Cherechiu (reședința), Cheșereu și Târgușor.

## Demografie
Componența etnică a comunei Cherechiu
     Maghiari (76,11%)
     Romi (18,46%)
     Români (2,18%)
     Alte etnii (0%)
     Necunoscută (3,25%)
Componența confesională a comunei Cherechiu
     Reformați (62,06%)
     Romano-catolici (23,35%)
     Fără religie (5,2%)
     Baptiști (2,36%)
     Ortodocși (2,05%)
     Alte religii (1,56%)
     Necunoscută (3,43%)
Conform recensământului efectuat în 2021, populația comunei Cherechiu se ridică la 2.248 de locuitori, în scădere față de recensământul anterior din 2011, când fuseseră înregistrați 2.416 locuitori. Majoritatea locuitorilor sunt maghiari (76,11%), cu minorități de romi (18,46%) și români (2,18%), iar pentru 3,25% nu se cunoaște apartenența etnică. Din punct de vedere confesional, majoritatea locuitorilor sunt reformați (62,06%), cu minorități de romano-catolici (23,35%), fără religie (5,2%), baptiști (2,36%) și ortodocși (2,05%), iar pentru 3,43% nu se cunoaște apartenența confesională.

## Politică și administrație
Comuna Cherechiu este administrată de un primar și un consiliu local compus din 11 consilieri. Primarul, Alexandru Niri[*], de la Uniunea Democrată Maghiară din România, este în funcție din 2008. Începând cu alegerile locale din 2024, consiliul local are următoarea componență pe partide politice:
|  | Partid                                 | Consilieri | Componența Consiliului | Componența Consiliului | Componența Consiliului | Componența Consiliului | Componența Consiliului | Componența Consiliului | Componența Consiliului | Componența Consiliului | Componența Consiliului |
|  | -------------------------------------- | ---------- | ---------------------- | ---------------------- | ---------------------- | ---------------------- | ---------------------- | ---------------------- | ---------------------- | ---------------------- | ---------------------- |
|  | Uniunea Democrată Maghiară din România | 9          |                        |                        |                        |                        |                        |                        |                        |                        |                        |
|  | Alianța Maghiară din Transilvania      | 2          |                        |                        |                        |                        |                        |                        |                        |                        |                        |